# Jascha Heifetz
Jascha Heifetz   (Vílnius, 20 de gener de 1901 (Julià) - Los Angeles, 10 de desembre de 1987), nascut Ióssif Ruvímovitx Khéifets, rus: Ио́сиф Руви́мович Хе́йфец, fou un violinista estatunidenc d'origen jueu lituà. És considerat un dels més grans violinistes del segle xx.
Es va traslladar quan encara era adolescent als Estats Units, on el seu debut al Carnegie Hall va ser rebut amb entusiasme. Va tenir una llarga i reeixida carrera d'interpretació; tanmateix, després d'una lesió al braç dret (arquejat), es va centrar en l'ensenyament.

## Biografia

### Primers anys
En néixer, Heifetz fou registrat per la seva família, d'origen jueu, amb el nom de Ióssif Ruvímovitx Khéifets. Això va passar a Vílnius (Lituània, que llavors formava part de l'Imperi Rus). Hi ha certa controvèrsia al voltant del seu any de naixement, ja que de vegades se situa un any o dos abans de la seva data oficial, el 1899 o 1900.Existeix la possibilitat que la seva mare digués que era un o dos anys menor perquè el virtuosisme del seu fill fos encara més meritori. El seu pare, Ruvin Heifetz, era professor de violí a una escola local i també primer violí a l' Orquestra del Teatre de Vilnius durant una temporada, abans que el teatre tanqués les portes. Jascha va tenir el primer contacte amb el violí als tres anys. El seu pare fou també el seu primer professor. Als cinc anys Jascha va començar a estudiar amb Ilià D. Malkin, un dels deixebles de Leopold Auer. Era un nen prodigi i va fer el seu debut públic als 7 anys a Kovno (actualment Kaunas, Lituània) tocant el Concert per a violí en mi menor de Felix Mendelssohn. El 1910 va ingressar al Conservatori Imperial de Sant Petersburg per estudiar amb Leopold Auer.
La fama mundial de Heifetz va començar amb concerts l'any 1912 a Berlín, on va actuar amb l'Orquestra Filharmònica de Berlín dirigida per Sàfonov (24 de maig) i Arthur Nikisch (28 de setembre). Després va donar un concert a Hamburg.Es va trobar amb Fritz Kreisler per primera vegada en una casa privada de Berlín, en una "matinée de premsa privada el 20 de maig de 1912. La casa era la d'Arthur Abell, el preeminent crític musical berlinès de la revista nord-americana Musical Courier. Entre altres violinistes destacats assistents hi havia Fritz Kreisler. Després que Heifetz, de 12 anys, interpretés el concert per a violí de Mendelssohn, Abell va informar que Kreisler va dir a tots els presents: "També podríem agafar els nostres violins i trencar-los als genolls".

### Carrera

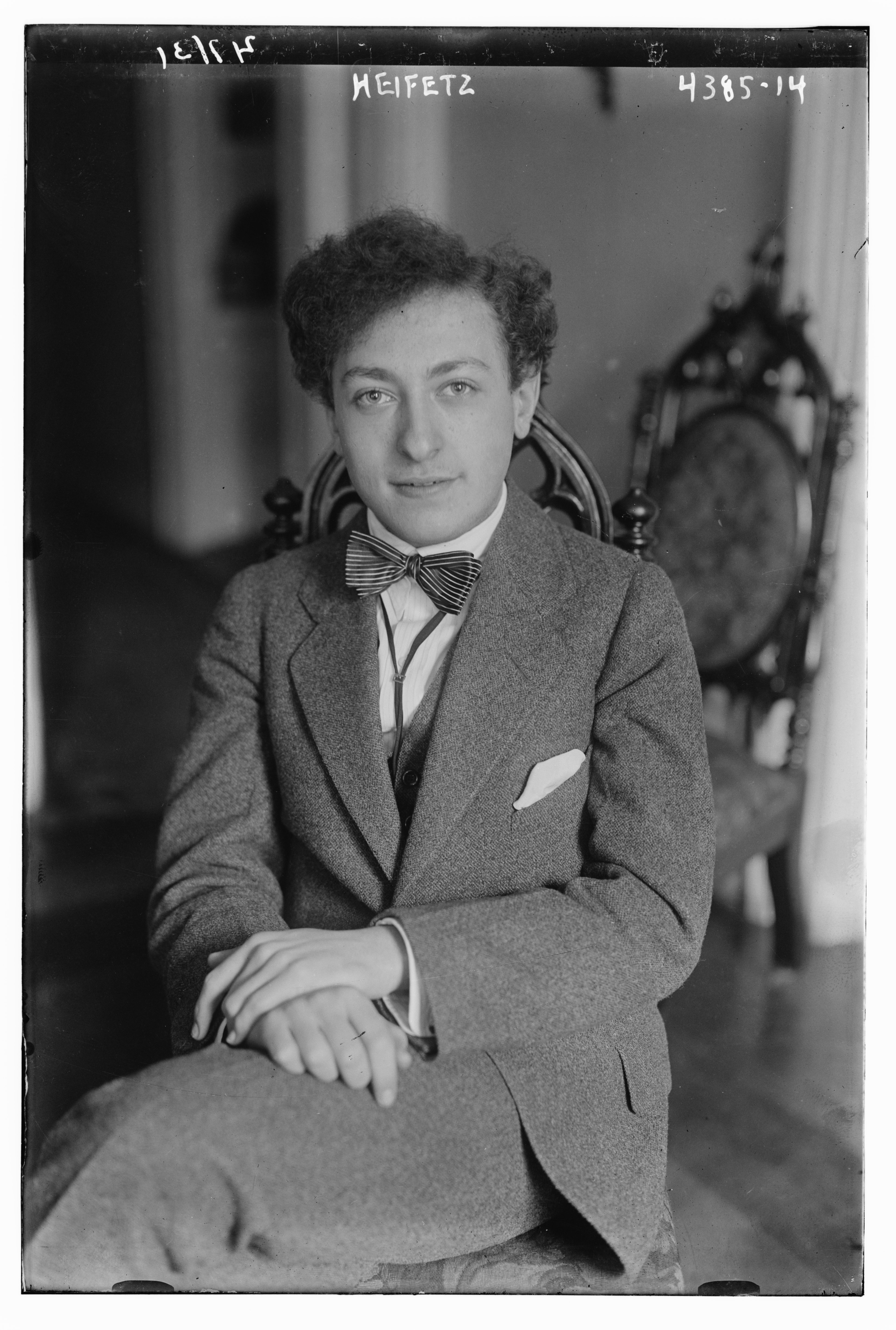
Jascha Heifetz el 1917

El 1917 va visitar per primera vegada els Estats Units, on el 17 d'octubre va tocar al Carnegie Hall de Nova York, i es va convertir en una sensació immediata.El violinista Mischa Elman del públic va preguntar "Creus que fa calor aquí?", i el pianista Leopold Godowsky, al seient següent, va respondre: "No per a pianistes".Heifetz va optar per quedar-se als Estats Units(va rebre la ciutadania estatunidenca el 1925).En els anys següents, la seva reputació com a violinista famós es va consolidar. En els anys següents, van seguir gires de concerts amb directors i orquestres reconeguts per Austràlia, Àsia, Europa i Amèrica. Donava fins a 200 concerts a l'any.
El 1934 va fer una gira per l'URSS: va donar sis concerts a Moscou i Leningrad, i també va parlar amb estudiants dels conservatoris de Moscou i Leningrad sobre els temes de la interpretació i l'ensenyament del violí. Heifetz també era un pianista talentós, i fins i tot tocava jazz davant dels soldats als campaments aliats d'Europa durant la Segona Guerra Mundial per a aixecar-los la moral.
L'any 1939 Hefetz va aparèixer a la pel·lícula They Shall Have Music en la qual apareix com ell mateix, com un famós violinista que impedeix el tancament d'una escola de música per a nens pobres. A la pel·lícula, Heifetz apareix principalment en episodis musicals. La pel·lícula va ser un gran èxit. Més tard va aparèixer a la pel·lícula Carnegie Hall (1947), interpretant una versió abreujada del primer moviment del Concert per a violí de Txaikovski, amb l'orquestra dirigida per Fritz Reiner, i consolant l'estrella de la pel·lícula, que havia vist la seva actuació. El 1951, va aparèixer a la pel·lícula Of Men and Music. El 1962, va aparèixer en una sèrie televisiva de les seves classes magistrals i, el 1971, es va emetre Heifetz on Television, un especial en color d'una hora de durada que comptava amb el violinista interpretant una sèrie d'obres breus, la Fantasia escocesa de Max Bruch i la xacona de la Partita núm. 2 de J.S.Bach. Heifetz va dirigir l'orquestra, així com els documents de gravació de vídeo que han arribat fins a nosaltres.
El 1972, després d'una operació només parcialment reeixida a l'espatlla dreta, Heifetz va deixar de donar concerts i fer discos. La seva habilitat com a intèrpret es va mantenir, i encara va tocar en privat fins al final, però el seu braç d'arc es va veure afectat i mai més va poder mantenir l'arc tan alt com abans. Des de llavors es va dedicar a la docència a les universitats de Califòrnia, primer a la Universitat de Califòrnia a Los Angeles, després a la Universitat del Sud de Califòrnia, on va treballar al costat dels seus amics i col·legues: els músics Gregor Piatigorsky i William Primrose. Durant diversos anys a la dècada de 1980, també va donar classes particulars a la seva casa de Beverly Hills.
Durant la seva carrera docent, Heifetz va formar artistes tan destacats com Pierre Amoyal, Eric Friedman, Rudolf Koelman, Yuval Yaron o Eugene Fodor.

### Actuacions a Israel
Heifetz va visitar Israel (llavors Mandat britànic de Palestina) per primera vegada l'abril de 1926 i durant aquesta visita va donar diners per construir una sala de concerts que portaria el seu nom. El "Saló Yeixa Hefetz" de Tel-Aviv es va convertir més tard en un "cinema permanent" i finalment va ser enderrocat i es va construir un edifici residencial al seu lloc.
L'any 1933 va fer la seva segona visita a la Terra d'Israel, i va actuar en un escenari improvisat al quibuts Ein Harod davant els quibbutsim d'arreu de la regió.
El maig de 1950 va fer la seva tercera visita en honor dels dos anys del jove país. Durant aquesta visita, va tocar el concert per a violí de Johannes Brahms amb l'Orquestra Filharmònica d'Israel dirigida per Leonard Bernstein. Aquesta va ser l'única vegada que tots dos van aparèixer junts.

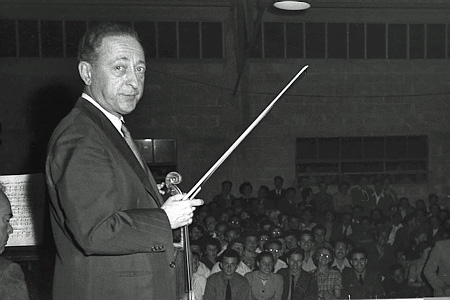
A Beerxeba, Israel, 1953

En la seva quarta visita a Israel, l'any 1953, Heifetz va incloure en els seus recitals la Sonata per a violí de Richard Strauss.Aleshores, Strauss era vist per molts israelians com un compositor nazi, i les seves obres foren prohibides extraoficialment a Israel, juntament amb les de Wagner. Tot i que havien passat menys de deu anys des de l'Holocaust i malgrat una crida d'última hora del ministre d'Educació d'Israel perquè canviés el seu repertori, un Heifetz desafiant va declarar: “La música està per sobre d'aquests factors... No canviaré el meu programa. Tinc dret a triar el meu propi repertori”. Durant tota la gira, el públic va saludar la sonata de Strauss amb un silenci de mort.
Heifetz havia rebut diverses cartes d'amenaça, però per consell de Ben-Gurion les va ignorar.Heifetz va ser atacat després del seu recital a Jerusalem prop de l'Hotel Rei David on s'allotjava, per un jove que va colpejar la caixa del violí de Heifetz amb una barra de ferro, fet que va fer que Heifetz utilitzés la mà dreta que controlava l'arc per protegir els seu inestimable violí. L'atacant va escapar i mai no va ser trobat. Des de llavors, l'atac s'ha atribuït al grup terrorista Malkhut Israel descobert dos mesos abans. Les amenaces van continuar arribant, però Heifetz va dir que no deixaria d'interpretar Strauss. L'últim concert es va cancel·lar perquè el seu braç dret inflat li continuava fent mal. Heifetz va deixar Israel i no hi va tornar fins al 1970.
El maig de 1970 Heifetz va venir a Israel per última vegada, juntament amb el violoncel·lista Gregor Piatigorsky. Van actuar conjuntament amb l'Orquestra Filharmònica d'Israel en la interpretació del doble concert de Brahms, sense direcció.

### Mort
Heifetz va morir al Centre Mèdic Cedars-Sinai de Los Angeles, Califòrnia, el 10 de desembre de 1987, als 86 anys després d'una caiguda a casa seva. Les cendres del músic van ser escampades pel mar.

### Llegat
Heifetz posseïa el Stradivari Delfino de 1714, el "Piel" Stradivarius de 1731, el Carlo Tononi de 1736 i l'ex David Guarneri del Gesù, que era el seu preferit i que va mantenir fins a la seva mort. El Stradivari Delfino és actualment propietat de la Nippon Music Foundation i està cedit a Ray Chen. El violí Heifetz Tononi, utilitzat en el seu debut al Carnegie Hall el 1917, va ser deixat en el seu testament a Sherry Kloss, la seva mestra assistent, amb "un dels meus quatre bons arcs". La violinista Kloss va escriure Jascha Heifetz Through My Eyes i és cofundadora de la Jascha Heifetz Society.
El famós Guarneri es troba ara al Museu de la Legió d'Honor de San Francisco, tal com ho va indicar Heifetz en el seu testament, i només es pot treure per tocar-lo "en ocasions especials" per intèrprets mereixedors. L'instrument ha estat cedit recentment al concertino de la Simfònica de San Francisco Alexander Barantschik, que el va presentar el 2006 amb Andrei Gorbatenko i l'Orquestra de l'Acadèmia de San Francisco el 2006. El 1989, Heifetz va rebre un premi Grammy pòstum per la seva trajectòria.
El Concurs Internacional de Violí Jascha Heifetz se celebra des de l'any 2001 a la terra natal de Heifetz, Vílnius.
Avui, l'antic estudi de Heifetz a la Colburn School s'utilitza per a classes magistrals i inspiració per als estudiants del conservatori.

### Estil
Heifetz va ser "considerat com el més gran virtuós del violí des de Paganini", va escriure Lois Timnick del Los Angeles Times."Va establir tots els estàndards per tocar el violí del segle xx... tot sobre ell va conspirar per crear una sensació d'admiració", va escriure el crític musical Harold Schonberg de The New York Times."Els objectius que es va establir encara romanen, i per als violinistes d'avui és bastant depriment que mai no es tornin a assolir", va escriure el violinista Itzhak Perlman.
Heifetz és considerat un dels grans violinistes del segle xx. Posseïa una tècnica immaculada que, unida a la seva bellesa tonal, ha fet que molts violinistes segueixin considerant les seves facultats inabastables. Tot i això, era corrent que aquesta tècnica propera a la perfecció i la seva conducta conservadora a l'escenari van atraure algunes crítiques que l'acusaven de ser massa mecànic i fins i tot fred. Virgil Thomson va anomenar l'estil de Heifetz «música de roba interior de seda», un terme amb què no volia elogiar Heifetz. Tot i així, molts altres crítics coincidien que Heifetz infonia la seva forma de tocar amb sentiment i reverència cap a les intencions dels compositors. La seva manera de tocar va resultar molt influent a l'hora de definir la manera com els violinistes moderns abordaven la tècnica del violí. L'ús de Heifetz d'un vibrato ràpid, d'un portamento amb molta càrrega emocional, ritmes ràpids i un superb control de l'arc es fonien per crear un so molt distingit que feia que la seva tècnica fos fàcilment reconeixible per als aficionats. El violinista Itzhak Perlman, famós pel to ric i càlid i l'ús expressiu del portamento, descriu el to de Heifetz com «un tornado», a causa de la seva intensitat emocional. Perlman deia que Heifetz preferia gravar relativament a prop del micròfon i, com a resultat, un percebria una qualitat de to una mica diferent quan escoltava Heifetz durant una actuació a la sala de concerts.
Heifetz era molt particular en la seva elecció de les cordes. Durant tota la seva carrera va utilitzar cordes de budell, planes i sense envernissar. Heifetz creia que comptar amb bones cordes era molt important per crear un bon so individual.

### Família
Heifetz es va casar dues vegades: primer, del 1928 a 1946 amb Florence Vidor (que prèviament havia estat casada amb King Vidor). D'aquest matrimoni van sorgir dos fills, Josefa i Robert. Posteriorment, amb Frances Spiegelberg (1911–2000) del 1947 al 1963. D'aquest matrimoni va sorgir el seu fill Joseph ("Jay"). Tots dos matrimonis van acabar en divorci.
El seu net Danny Heifetz també és actiu com a músic, i fou bateria del grup Mr. Bungle.

### Premis i condecoracions
- Comandant de l'Orde de la Legió d'Honor (1957)
- Doctorat Honoris Causa en Musicologia per la Northwestern University (1949)
- Vicepresident honorari de la Societat Internacional de Castelnuovo-Tedesco (1977)

## Discografia seleccionada
- Ludwig van Beethoven, Concert per a violí, op. 61 amb l'Orquestra Simfònica de Boston, dirigida per Charles Münch[29]
- Ludwig van Beethoven, Sonates per a violí i piano 1-10, Emanuel Bay i Brooks Smith, piano[30]
- Max Bruch, Concert per a violí núm. 1 op. 26, amb l'Orquestra Simfònica de Londres, dirigida per Malcom Sargent[31]
- Piotr Ilitx Txaikovski, Trío per a piano, violí i violoncel, op. 50 amb Arthur Rubinstein i Gregor Piatigorsky[32]
- Aleksandr Glazunov, Concert per a violí en la menor, op. 82, Orquestra Simfònica de RCA dirigida per Walter Hendl[33]
- Felix Mendelssohn, Trío per a piano, violí i violoncel op. 49, amb Arthur Rubinstein i Gregor Piatigorsky[34]
- Serguei Prokófiev, Concert per a violí núm. 2 en sol menor, op. 63 amb l'Orquestra Simfònica de Boston dirigida per Charles Münch[35]
- Jean Sibelius, Concert per a violí, op. 47, amb l'Orquestra Simfònica de Chicago dirigida per Walter Hendl[36]